# Digitaria bicornis
Digitaria bicornis är en gräsart som först beskrevs av Jean-Baptiste de Lamarck, och fick sitt nu gällande namn av Johann Jakob Roemer och Schult.. Digitaria bicornis ingår i släktet fingerhirser, och familjen gräs. Inga underarter finns listade i Catalogue of Life.